# España en los Juegos Olímpicos de Nagano 1998
España estuvo representada en los Juegos Olímpicos de Nagano 1998 por una delegación de 12 deportistas (7 hombres y 5 mujeres) que participaron en 4 deportes: esquí alpino, esquí de fondo, patinaje artístico y snowboard. El portador de la bandera en la ceremonia de apertura fue el esquiador Juan Jesús Gutiérrez Cuevas.
Responsable del equipo olímpico fue el Comité Olímpico Español (COE). El equipo nacional no obtuvo ninguna medalla.